# 1892年美國總統選舉
1892年美國總統選舉是第27屆四年一度的總統選舉，於1892年11月8日星期二舉行。前民主黨總統格羅弗·克利夫蘭擊敗了當屆共和黨總統班傑明·哈里森。克利夫蘭的勝利使他成為美國歷史上第一個非連續二次當選總統的人。這也是首次有連續兩任當屆總統在連任選舉中被擊敗——第二次是吉米·卡特在1976年擊敗傑拉德·福特，隨後卡特在1980年輸給了隆納·雷根。此外，哈里森的失利使他成爲第二位在兩次選舉中取得較少普選票的總統，第一位是1824年和1828年的約翰·昆西·亞當斯，而在哈里森之後則是至2016年和2020年的唐納·川普才再度出現此局面。
儘管一些共和黨人反對哈里森的再次提名，但哈里森在1892年共和黨全國代表大會的第一次總統投票中擊敗了詹姆斯·G·布萊恩和威廉·麥金萊。克利夫蘭在1892年民主黨全國代表大會的第一次總統投票中擊敗了大衛·B·希爾和霍勒斯·博伊斯的挑戰，成為第一位在三屆選舉中贏得本黨總統提名的總統候選人和第一位民主黨人。來自農業和勞工騎士團的團體聯合起來組成了一個名為民粹主義黨的新政黨。它有一張由愛荷華州前國會議員詹姆斯·B·韦弗領導的票。
這場運動主要集中在經濟問題上，尤其是保護主義的1890年麥金萊關稅。克利夫蘭站在降低關稅的平台上，反對共和黨1890年的投票權提案。克利夫蘭也是金本位制的支持者，而共和黨人和民粹主義者都支持雙元主義。
克利夫蘭橫掃南部，贏得了幾個重要的搖擺州，贏得了大多數選舉人的選票和多數群眾的選票。截至2020年，在至少三次選舉中贏得大量選民選票的七位總統候選人中，他是第四位，其他候選人包括湯瑪斯·傑弗遜、亨利·克萊、安德魯·傑克遜、威廉·詹寧斯·布萊恩、富蘭克林·羅斯福和理查·尼克森。其中，傑克遜、克利夫蘭和羅斯福也在至少三次選舉中贏得了普選。韋弗贏得了8.5%的選票，並贏得了幾個西部的支持，而禁酒黨的約翰·比德韋爾贏得了2.2%的選票。 直到1912年，民主黨才再次贏得總統選舉。

## 外部連結
- Presidential Election of 1896: A Resource Guide （页面存档备份，存于） from the Library of Congress
- 1896 popular vote by counties
- McKinley & Hobart campaign handkerchief in the Staten Island Historical Society Online Collections Database （页面存档备份，存于）
- Election of 1896 in Counting the Votes 的存檔，存档日期September 23, 2019，.